# Pierre-François de Rémusat
Pour les autres membres de la famille, voir Famille Rémusat.
Pierre-François de Rémusat (4 octobre 1755, Marseille - 7 février 1803, Marseille), est un négociant, poète et homme politique français.

## Biographie
Pierre-François de Rémusat est le fils de Noël Justinien Rémusat, négociant et premier échevin de Marseille, et d'Anne Timon (sœur du l'homme d'affaires Jean Timon-David (1712-1793)), et le neveu d'Anne-Madeleine Rémusat, le cousin d'Auguste Laurent de Rémusat et de Pierre-Augustin Guys.
Négociant à Marseille et administrateur des hospices de Marseille, il devient administrateur du département des Bouches-du-Rhône à la Révolution, avant d'émigrer à Smyrne en 1792, ne rentrant en France qu'en 1795. À son retour, il est élu, le 22 germinal an II, député des Bouches-du-Rhône au Conseil des Anciens.
Porté sur la liste de déportation comme royaliste, il obtient par l'entremise de Bontoux que son nom soit retiré, mais il reste suspect au Directoire et fut de nouveau arrêté à Paris, le 10 octobre 1797, comme émigré et soldat de l'armée des princes. Incarcéré à la prison du Temple durant vingt-deux mois, il retrouve sa liberté peu de temps avant le 18 brumaire.

## Publications
- Thésée, tragédie lyrique en cinq actes par feu Quinault réduite en trois actes: par feu Quinault : réduite en trois actes par Mr. de Remuzat, & remise en musique par Mr. Grenier (1782)
- Poésies diverses, suivies du Comte de Sanfrein ou L'Homme pervers, comédie en trois actes et en vers
- Mémoire sur ma détention au Temple: 1797-1799

## Sources
- Notices d'autorité :   - VIAF
  - ISNI
  - BnF (données)
  - IdRef
  - LCCN
  - Pays-Bas
  - WorldCat
- Ressource relative à la musique :   - Répertoire international des sources musicales
- Ressource relative au spectacle :   - César
- « Rémusat (Pierre-François) », dans Adolphe Robert et Gaston Cougny, Dictionnaire des parlementaires français, Edgar Bourloton, 1889-1891 [détail de l’édition]